# Рада Раденовић
Радмила „Рада” Раденовић (Београд, 13. април 1979) српска је телевизијска водитељка и новинарка. Тренутно води емисију Сити на Народној ТВ.

## Биографија
Рођена је 13. априла 1979. године у Београду, где је одрасла са родитељима, сестром Милицом и братом Милошем. Завршила је класичне језике, латински и старогрчки, у Филолошкој гимназији. Иако је желела да студира оријенталистику, уписала је Правни факултет.

## Каријера
Своју водитељску каријеру започела је на каналу РТВ БК са емисијом Бројач. Године 2000. појавила се у споту за песму „Во коси да ти спијам” Тошета Проеског.
Највећи успон каријере десио се након 2002. године, када прелази на канал РТВ Пинк и почиње да води емисију Сити. Касније су уследиле емисије Булевар, Фан-флеш, Ви питате и Плејбој-плејмејт.
Направила је паузу између 2010. до 2017. године, када је касније почела водити емисију Рада сам. Исте године, постала је водитељка прве сезоне ријалити-емисије Задруга.